# Anet
Anet là một xã thuộc tỉnh Eure-et-Loir trong vùng Centre-Val de Loire ở bắc trung bộ nước nước Pháp. Xã này nằm ở khu vực có độ cao từ 57-132 mét trên mực nước biển. Anet nằm giữa hai con sông Eure và Vègre, 16 km (10 dặm Anh) về phía đông bắc Dreux theo đường ray.
Thị trấn có phế tích tòa lâu đài lâu đài Anet xây giữa thế kỷ 16 bởi Henry II. cho Diana của Poitiers. Gần xã này là đồng bằng Ivry-la-Bataille, nơi Henry IV. đã đánh bại quân của Catholic League năm 1590.